# Журавлиный заказник (Сумская область)
«Журавлиный заказник» (укр. Журавлиний заказник) — орнитологический заказник общегосударственного значения, расположенный на территории Сумского района (Сумская область, Украина).
Площадь — 258 га.

## История
Заказник был создан в 1982 году.

## Описание
Природоохранный объект создан с целью охраны мест гнездования журавля серого в пойме реке Псёл. Заказник занимает квадраты 41, 48, 57, 62, 69 Низовского лесничества на территории Низовского поселкового совета — юго-западнее пгт Низы. Южнее расположены заказники местного значения Ворожбянский и Галиное болото.
Ближайший населённый пункт — пгт Низы, город — Сумы.

## Природа
Ландшафт заказника представлен лугами, сфагновыми болотами и лиственным (дубово-сосновым) лесным массивом. Здесь произрастают редкие виды ирис сибирский, синюха голубая, плаун булавовидный, валериана лекарственная; краснокнижные виды любка двулистная, пальчатокоренник майский, шпажник болотный.
Тут встречаются дикая свинья, сарна европейская, куница лесная. Краснокнижные виды фауны заказникаː журавль серый, аист чёрный, полевой лунь, серый сорокопут, садовая соня, жук-олень, махаон, моховой шмель. Является местом гнездования для множества птиц.